# Carnejy Antoine
Carnejy Antoine (pronunciación en francés: /kɑʁnɛʒi ɑ̃.twan/; París, Francia, 27 de julio de 1991) es un futbolista profesional franco-haitiano que juega como delantero en el Valenciennes F. C. del Championnat National.

## Clubes

### Noisy-le-Sec
Nacido en París 18e, Antoine comenzó a jugar fútbol organizado con la academia de Olympique Noisy-le-Sec a la edad de 8 años, y comenzó su carrera absoluta con el club del Este de París en 2011. En la temporada 2012-13, su gol de debut llegó durante una victoria por 3-1 contra Oissel en el Championnat de France Amateur 2. Hizo 10 apariciones y su equipo terminó décimo en el grupo, evitando apenas el descenso a Régional 1.

### Bertrix
Pasó los primeros años de su carrera en clubes semiprofesionales de Francia y Bélgica. Jugó para RE Bertrix, AS Prix-lès-Mézières, FC Saint-Jean-le-Blanc y Saint-Pryvé Saint-Hilaire FC. En 2013, se unió a RE Bertrix de la Tercera División Amateur de Bélgica. Después de aparecer en 24 juegos, anotando 6 goles, ayudó a su equipo a evitar nuevamente los playoffs de descenso, terminando decimosegundo en el grupo.
Al final de la temporada, dejó el club.

### Saint-Jean-le-Blanc
Después de dos años en el anonimato de la Régional 1 con el AS Prix-lès-Mézières, se convirtió en agente libre en 2016 y finalmente se unió al FC Saint-Jean-le-Blanc para la temporada 2018-19.
Fue un jugador inicial crucial y su máximo goleador, anotando 18 en 23 partidos cuando terminaron en el último lugar de la tabla con 22 puntos.

### Saint-Pryvé Saint-Hilaire
Después de solo una temporada con Saint-Jean-le-Blanc, se unió al Saint-Pryvé Saint-Hilaire FC . Fue el máximo goleador conjunto en la Copa de Francia 2019-20 con Pablo Sarabia.

### Orleans
El 29 de junio de 2020 firmó su primer contrato profesional con el Orléans en la Championnat National.

### Casa Pía
El 19 de enero de 2022, Antoine firmó con Casa Pia en Portugal hasta el final de la temporada 2022-23.

## Selección nacional
Nacido en Francia, Antoine es de ascendencia haitiana. Fue convocado para representar a la selección nacional de Haití en junio de 2021. Debutó con Haití en una victoria por 10-0 en la clasificación para la Copa Mundial de la FIFA 2022 sobre Islas Turcas y Caicos el 5 de junio de 2021, anotando un doblete en su primera aparición con el equipo.
| N.º | Fecha               | Sede                                                                | Adversario                   | Gol | Resultado | Competencia                                        |
| --- | ------------------- | ------------------------------------------------------------------- | ---------------------------- | --- | --------- | -------------------------------------------------- |
| 1   | 5 de junio de 2021  | Academia Nacional TCIFA, Providenciales, Islas Turcas y Caicos      | Islas Turcas y Caicos        | 5–0 | 10-0      | Clasificación para la Copa Mundial de la FIFA 2022 |
| 2   | 5 de junio de 2021  | Academia Nacional TCIFA, Providenciales, Islas Turcas y Caicos      | Islas Turcas y Caicos        | 6-0 | 10-0      | Clasificación para la Copa Mundial de la FIFA 2022 |
| 3   | 5 de junio de 2021  | Academia Nacional TCIFA, Providenciales, Islas Turcas y Caicos      | Islas Turcas y Caicos        | 8-0 | 10-0      | Clasificación para la Copa Mundial de la FIFA 2022 |
| 4   | 2 de julio de 2021  | Estadio DRV PNK, Fort Lauderdale, Estados Unidos                    | San Vicente y las Granadinas | 6-1 | 6-1       | Clasificación Copa Oro CONCACAF 2021               |
| 5   | 18 de julio de 2021 | Estadio Toyota, Frisco, Estados Unidos                              | Martinica                    | 1-0 | 2-1       | Copa Oro CONCACAF 2021                             |
| 6   | 27 de marzo de 2022 | Estadio DRV PNK, Fort Lauderdale, Estados Unidos                    | Guatemala                    | 1-0 | 1–2       | Amistoso                                           |
| 7   | 7 de junio de 2022  | Estadio Olímpico Félix Sánchez, Santo Domingo, República Dominicana | Montserrat                   | 2-0 | 3–2       | 2022-23 CONCACAF Liga de Naciones B                |
| 8   | 11 de junio de 2022 | Instalación de pista y campo sintético, Leonora, Guyana             | Guyana                       | 3-1 | 6–2       | 2022-23 CONCACAF Liga de Naciones B                |
| 9   | 14 de junio de 2022 | Estadio Olímpico Félix Sánchez, Santo Domingo, República Dominicana | Guyana                       | 5–0 | 6-0       | 2022-23 CONCACAF Liga de Naciones B                |
| 10  | 14 de junio de 2022 | Estadio Olímpico Félix Sánchez, Santo Domingo, República Dominicana | Guyana                       | 6-0 | 6-0       | 2022-23 CONCACAF Liga de Naciones B                |

## Palmarés

### Distinciones individuales
| Distinción                       | Año     |
| -------------------------------- | ------- |
| Cogoleador de la Copa de Francia | 2019-20 |